# ママキ

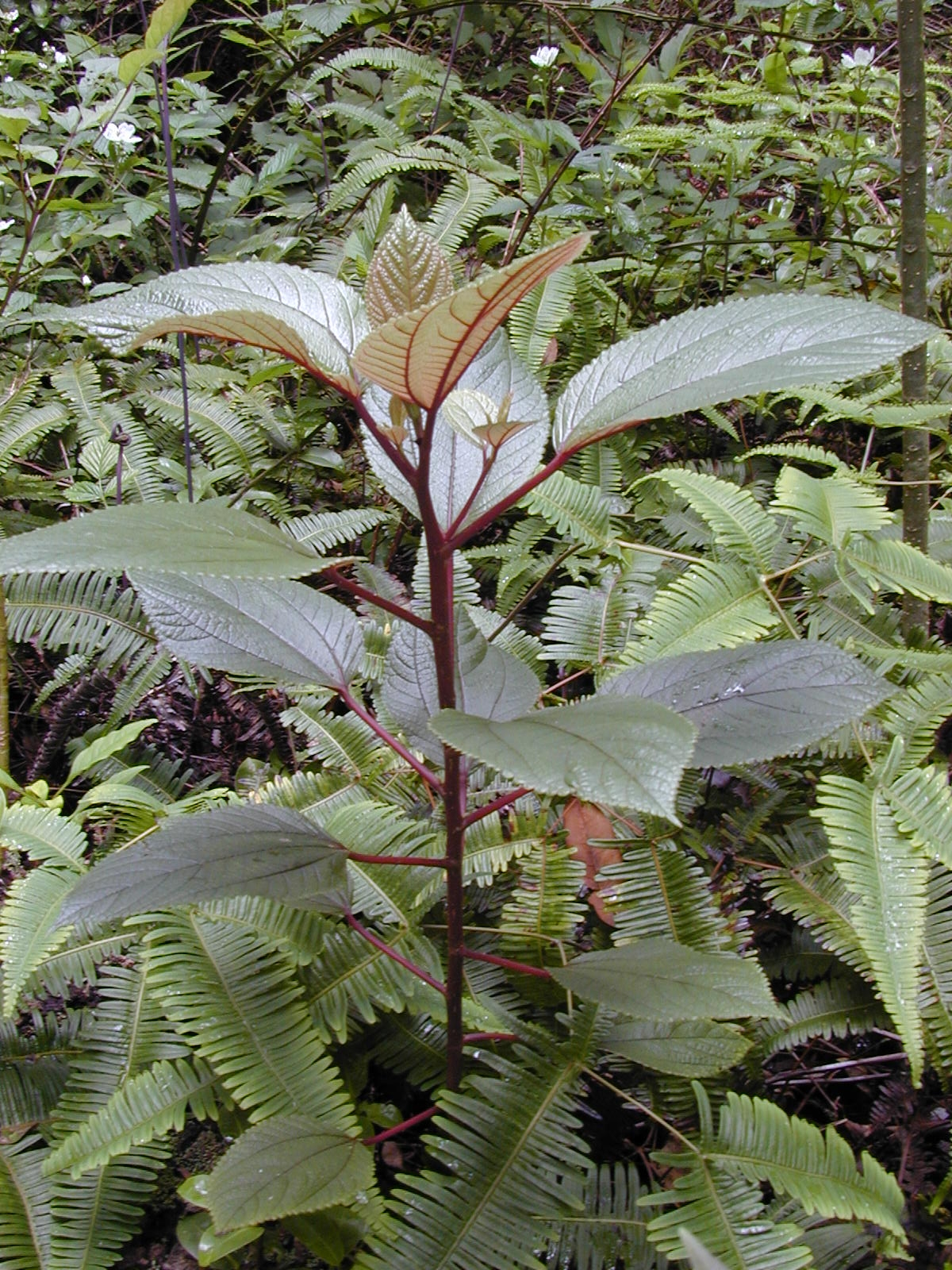
ママキ（Pipturus albidus）

ママキ（ 英語: Māmaki、Pipturus albidus）はイラクサ科の植物で、アメリカ合衆国ハワイ州だけに生えている。おもに薬用に利用されている。

## 使用例

### 薬用
ハワイ先住民はママキの果実からエア（ʻea）とかパアオアオ（pāʻaoʻao）とか呼ばれる薬を作った。また、ママキの葉を万能薬の「ママキ茶」として用いた。いまでもママキの葉を、薬用に売っている店がある。

### その他
ママキはその葉を乾燥させて、樹皮から作る布・カパにも利用された。

## エコロジー
ママキは貴重なカメハメハアカタテハ（Kamehameha butterfly）の幼虫が育つ植物として知られている。  

## 参照項目
- カパ